# Kalven (Frostvikens socken, Jämtland)
Kalven är en sjö i Strömsunds kommun i Jämtland och ingår i Ångermanälvens huvudavrinningsområde. Sjön har en area på 0,236 kvadratkilometer och ligger 425,9 meter över havet. Kalven ligger i Frostvikenfjällen Natura 2000-område. Sjön avvattnas av vattendraget Storån (Risedeån).

## Delavrinningsområde
Kalven ingår i det delavrinningsområde (715612-145370) som SMHI kallar för Utloppet av Kalven. Medelhöjden är 503 meter över havet och ytan är 4,58 kvadratkilometer. Räknas de 47 avrinningsområdena uppströms in blir den ackumulerade arean 167,03 kvadratkilometer. Storån (Risedeån) som avvattnar avrinningsområdet har biflödesordning 3, vilket innebär att vattnet flödar genom totalt 3 vattendrag innan det når havet efter 284 kilometer. Avrinningsområdet består mestadels av skog (87 procent). Avrinningsområdet har 0,2 kvadratkilometer vattenytor vilket ger det en sjöprocent på 5,3 procent.